# Premierzy Ghany
| #                                                    | Portret | Imię i Nazwisko               | Od                  | Do               | Partia polityczna       |
| ---------------------------------------------------- | ------- | ----------------------------- | ------------------- | ---------------- | ----------------------- |
| 1                                                    |         | Kwame Nkrumah (1909–1972)     | 6 marca 1957        | 1 lipca 1960     | Ludowa Partia Konwencji |
| urząd zniesiony (1 lipca 1960 – 1 października 1969) |         |                               |                     |                  |                         |
| 2                                                    |         | Kofi Abrefa Busia (1913–1978) | 1 października 1969 | 13 stycznia 1972 | Partia Postępowa        |
| Urząd zniesiony 13 stycznia 1972                     |         |                               |                     |                  |                         |